# Boughéra El Ouafi
Ahmed Boughéra El Ouafi (árabe: أحمد بوغيرا العوافي) (Ouled Djellal, 15 de octubre de 1898-18 de octubre de 1959) fue un atleta nacido en Argelia, que deportivamente representó a Francia, durante el tiempo que Argelia era una colonia francesa. Ganó el maratón de los Juegos Olímpicos de Ámsterdam 1928.

## Biografía
El Ouafi nació cerca de la ciudad argelina de Ouled Djellal, y en su juventud se unió al regimiento del ejército francés (en aquel tiempo, Argelia era parte de la Argelia francesa). Uno de sus oficiales superiores notó sus capacidades atléticas y decidió enviarlo a una competición deportiva militar en Francia, donde obtuvo buenos resultados dando una buena impresión, y se le permitió entrar en la calificación para los Juegos Olímpicos de 1924 en París, en el evento de la maratón.
Boughéra El Ouafi logró clasificarse, y completó su primer maratón olímpico, corriendo por Francia, llegando en una meritoria séptima posición. Este buen resultado le permitió prepararse mejor para los próximos Juegos, celebrados en Ámsterdam. En la competición de 1928, corrió detrás de los líderes por los primeros tres cuartos de carrera, superándolos a unos 5 km de la meta. Él nunca fue alcanzado por los otros corredores, y terminó en primer lugar, 26 segundos por delante del segundo clasificado, el chileno Manuel Plaza. Como un simple soldado raso, con poca educación, el inocente El Ouafi no se dio cuenta de la importancia histórica de lo que había conseguido, fue el primer atleta del territorio africano colonizado en ganar la carrera más dura y legendaria de los Juegos Olímpicos.
Después de su sorpresiva victoria, El Ouafi hizo un recorrido deportivo por Estados Unidos, cosechando fama y laureles. Sin embargo, el dinero que lo elevó, lo descalificó como un atleta amateur por las reglas del COI, lo que le hizo abandonar el deporte.
El Ouafi vuelve a Argelia y desapareció en la oscuridad, durante casi treinta años no se contó con su presencia en los eventos deportivos y no se sabía nada de él. En 1956, en los Juegos Olímpicos de Melbourne en Australia, otro argelino que representó a Francia, Alain Mimoun, ganó el maratón nuevamente. Entonces periodistas deportivos europeos decidieron investigar lo que había sucedido con El Ouafi, quien fue encontrado viviendo en las zonas más promiscuas del propio París en absoluta pobreza, casi mendigo y entregado al alcoholismo. Una campaña de ayuda financiera se realizó a su favor, juntando una buena cantidad de dinero para un nuevo comenzar, pero nada funcionó. Su adicción al alcohol continuó y perdió todo el dinero.
Tres días después de cumplir 61 años, el 18 de octubre de 1959, en una época de gran conflagración entre Francia y Argelia por su independencia, miembros del Frente de Liberación Nacional lo mataron en una pelea de bar, después de haberse negado a unirse a la causa.